# قائمة الطيور في تونس
هدف هذه الصفحة هو تقديم قائمة الطيور الموجودة في تونس، والتي يبلغ عددها 375 نوعا، منها 8 أنواع نادرة أو مهددة بالانقراض. يذكر أن عشرة أنواع مذكورة أسفله قد إنقرضت من تونس ولا تدخل في العدد الجملي المذكور أعلاه.

إن المعالجة التصنيفية لهذه القائمة (تعيين وتسلسل الرتب والفصائل والأنواع) والتسمية (الأسماء العامة والعلمية) تتبع اتفاقيات قائمة قائمة كليمنتس لتدقيق طيور العالم (النسخة السادسة).

تتعمد القائمة عدم وضع صور غير ملتقطة في تونس، بالرغم من وجودها في الكثير من الأحيان.
- (ن) نادرة - نوعٌ يندر أن يتواجد في الشَّام، عابرٌ نادر.
- (نق) مُنقرض - نوعٌ انقرض محليًّا في تونس، ومازال يتواجد في مناطق أُخرى من العالم.

## النعام
الرُتبة: النعاميَّات   الفصيلة: النعاميَّة
النعام منقرض في تونس، ولكنه موجود في عدة حدائق حيوانات في البلاد.
| التسمية الشائعة التسمية العلميَّة | الاسم المحلّي | النُويعة \ النُويعات التسمية العلميَّة | صورة | الوضع المحلّي | معلومات                                                                                                  |
| ------------------------------- | ------------ | ---------------------------------- | ---- | ------------ | --- |
| النعامة Struthio camelus        | النعامة      | الإفريقية Struthio camelus camelus |      | نق           | بما أن النعامة منقرضة في الطبيعة التونسية، فإن الصورة المعروضة هي لنعامة أسيرة في حديقة حيوانات إفريقيا. |

## الغوَّاصات
الرُتبة: الغوَّاصيَّات   الفصيلة: الغوَّاصات
هُناك 5 أنواع من الغوَّاصات حول العالم ونوع واحد فقط يعبُر فوق تونس.
| التسمية الشائعة التسمية العلميَّة  | الاسم المحلّي | النُويعة \ النُويعات التسمية العلميَّة | صورة | الوضع المحلّي | معلومات |
| -------------------------------- | ------------ | ---------------------------------- | ---- | ------------ | ------- |
| غواص أحمر الحنجرة Gavia stellata | -            | -                                  |      | ن            |         |

## الغطَّاسات
الرُتبة: الغطَّاسيَّات   الفصيلة: الغطَّاسيَّة
هُناك حوالي 20 نوعًا منها حول العالم و5 أنواع مُتواجدة في تونس.
| التسمية الشائعة التسمية العلميَّة       | الاسم المحلّي | النُويعة \ النُويعات التسمية العلميَّة | صورة | الوضع المحلّي | معلومات                                       |
| ------------------------------------- | ------------ | ---------------------------------- | ---- | ------------ | --------------------------------------------- |
| غطاس صغير Tachybaptus ruficollis      | -            | Tachybaptus ruficollis ruficollis  |      | شائع         |                                               |
| غطاس أحمر الرقبة Podiceps grisegena   | -            | -                                  |      | شائع         |                                               |
| غطاس متوج Podiceps cristatus          | -            | Podiceps cristatus cristatus       |      | شائع         | الصورة في ملاحات طينة، وهو مصنف كموقع رامسار. |
| غطاس أقرن Podiceps auritus            | -            | -                                  |      | شائع         |                                               |
| غطاس أسود الرقبة Podiceps nigricollis | -            | -                                  |      | شائع         |                                               |

## أجلام الماء وطُيور النَّو
الرُتبة: النوئيات   الفصيلة: خطاف البحر
| التسمية الشائعة التسمية العلميَّة          | الاسم المحلّي | النُويعة \ النُويعات التسمية العلميَّة | صورة | الوضع المحلّي | معلومات                 |
| ---------------------------------------- | ------------ | ---------------------------------- | ---- | ------------ | ----------------------- |
| جلم الماء الكبير Calonectris diomedea    | -            | -                                  |      | شائع         | الصورة في أرخبيل زمبرة. |
| جلم ماء فاحم Ardenna griseus             | -            | -                                  |      | شائع         |                         |
| جلم ماء مانكس Puffinus puffinus          | -            | -                                  |      | شائع         |                         |
| جلم الماء البلياري Puffinus mauretanicus | -            | -                                  |      | شائع         |                         |
| جلم ماء البحر المتوسط Puffinus yelkouan  | -            | -                                  |      | شائع         |                         |

## طُيور النَّو الجنوبية
الرُتبة: النوئيات   الفصيلة: طير النوء الجنوبي
| التسمية الشائعة التسمية العلميَّة     | الاسم المحلّي | النُويعة \ النُويعات التسمية العلميَّة | صورة | الوضع المحلّي | معلومات |
| ----------------------------------- | ------------ | ---------------------------------- | ---- | ------------ | ------- |
| طائر نوء ويلسون Oceanites oceanicus | -            | -                                  |      | شائع         |         |

## طُيور النَّو الشمالية
الرُتبة: النوئيات   الفصيلة: طير النوء الشمالي
| التسمية الشائعة التسمية العلميَّة      | الاسم المحلّي | النُويعة \ النُويعات التسمية العلميَّة | صورة | الوضع المحلّي | معلومات |
| ------------------------------------ | ------------ | ---------------------------------- | ---- | ------------ | ------- |
| طائر نوء أوروبي Hydrobates pelagicus | -            | Hydrobates pelagicus melitensis    |      | شائع         |         |

## الأطيشات والحمقاويَّات
الرُتبة: الأطيشيات   الفصيلة: الغفليَّة
| التسمية الشائعة التسمية العلميَّة | الاسم المحلّي | النُويعة \ النُويعات التسمية العلميَّة | صورة | الوضع المحلّي | معلومات |
| ------------------------------- | ------------ | ---------------------------------- | ---- | ------------ | ------- |
| أطيش شمالي Morus bassanus       | -            | -                                  |      | شائع         |         |

## الغاقات
الرُتبة: الأطيشيات   الفصيلة: الغاقيات
| التسمية الشائعة التسمية العلميَّة        | الاسم المحلّي | النُويعة \ النُويعات التسمية العلميَّة    | صورة | الوضع المحلّي | معلومات                                             |
| -------------------------------------- | ------------ | ------------------------------------- | ---- | ------------ | --------------------------------------------------- |
| غاقة كبيرة Phalacrocorax carbo         | -            | -                                     |      | شائع         | الصورة ملتقطة في بحيرة تونس وهي مصنفة كموقع رامسار. |
| غاقة أوروبية Phalacrocorax aristotelis | -            | Phalacrocorax aristotelis desmarestii |      | شائع         |                                                     |
| غاقة قزمة Microcarbo pygmeus           | -            | -                                     |      | شائع         |                                                     |

## البجع
الرُتبة: البجعيات   الفصيلة: البجعيَّة
| التسمية الشائعة التسمية العلميَّة        | الاسم المحلّي | النُويعة \ النُويعات التسمية العلميَّة | صورة | الوضع المحلّي | معلومات |
| -------------------------------------- | ------------ | ---------------------------------- | ---- | ------------ | ------- |
| بجعة بيضاء كبيرة Pelecanus onocrotalus | -            | -                                  |      | شائع         |         |

## الواقات والبلاشين والبلاشين البيضاء
رُتبة: البجعيات   الفصيلة: البلشونيَّة
| التسمية الشائعة التسمية العلميَّة             | الاسم المحلّي | النُويعة \ النُويعات التسمية العلميَّة | صورة | الوضع المحلّي | معلومات                      |
| ------------------------------------------- | ------------ | ---------------------------------- | ---- | ------------ | ---------------------------- |
| بلشون رمادي Ardea cinerea                   | -            | -                                  |      | شائع         | الصورة ملتقطة في بحيرة إشكل. |
| بلشون أرجواني Ardea purpurea                | -            | -                                  |      | شائع         |                              |
| بلشون أبيض كبير Ardea alba                  | -            | Ardea alba melanorhynchos          |      | شائع         |                              |
| بلشون الصخر Egretta gularis                 | -            | -                                  |      | شائع         |                              |
| بلشون أبيض صغير Egretta garzetta            | -            | -                                  |      | شائع         | الصورة ملتقطة في بحيرة تونس. |
| بلشون تفلقاني Ardeola ralloides             | -            | -                                  |      | شائع         |                              |
| بلشون القطعان Bubulcus ibis                 | -            | -                                  |      | شائع         | الصورة ملتقطة في بحيرة إشكل. |
| غراب الليل أسود التاج Nycticorax nycticorax | -            | -                                  |      | شائع         |                              |
| واق أوراسي Botaurus stellaris               | -            | -                                  |      | شائع         |                              |

## آباء منجل وآباء ملعقة
الرُتبة: البجعيات   الفصيلة: أبو منجليات
| التسمية الشائعة التسمية العلميَّة      | الاسم المحلّي | النُويعة \ النُويعات التسمية العلميَّة | صورة | الوضع المحلّي | معلومات |
| ------------------------------------ | ------------ | ---------------------------------- | ---- | ------------ | ------- |
| أبو منجل اللماع Plegadis falcinellus | -            | -                                  |      | شائع         |         |
| أبو ملعقة أبيض Platalea leucorodia   | -            | -                                  |      | شائع         |         |

## اللقالق
الرُتبة: اللَّقلقيَّات   الفصيلة: اللَّقلقيَّة
| التسمية الشائعة التسمية العلميَّة | الاسم المحلّي | النُويعة \ النُويعات التسمية العلميَّة | صورة | الوضع المحلّي | معلومات                      |
| ------------------------------- | ------------ | ---------------------------------- | ---- | ------------ | ---------------------------- |
| لقلق أصفر المنقار Mycteria ibis | -            | -                                  |      | شائع         |                              |
| لقلق أسود Ciconia nigra         | -            | -                                  |      | شائع         |                              |
| لقلق أبيض Ciconia ciconia       | -            | -                                  |      | شائع         | الصورة ملتقطة في بحيرة إشكل. |

## النُحام
الرُتبة: النحاميات   الفصيلة: النحامية
| التسمية الشائعة التسمية العلميَّة | الاسم المحلّي | النُويعة \ النُويعات التسمية العلميَّة | صورة | الوضع المحلّي | معلومات                     |
| ------------------------------- | ------------ | ---------------------------------- | ---- | ------------ | --------------------------- |
| نحام أكبر Phoenicopterus roseus | -            | -                                  |      | شائع         | صورة ملتقطة في ملاحات طينة. |

## البط والإوز والتم
الرُّتبة: الإوزيَّات   الفصيلة: البطيَّة
| التسمية الشائعة التسمية العلميَّة        | الاسم المحلّي | النُويعة \ النُويعات التسمية العلميَّة | صورة | الوضع المحلّي | معلومات                   |
| -------------------------------------- | ------------ | ---------------------------------- | ---- | ------------ | ------------------------- |
| تم ناعق Cygnus cygnus                  | -            | -                                  |      | شائع         |                           |
| وزة غراء Anser albifrons               | -            | -                                  |      | شائع         |                           |
| إوزة ربداء Anser anser                 | -            | -                                  |      | شائع         |                           |
| إوز أسود Branta bernicla               | -            | -                                  |      | شائع         |                           |
| إوز أبيض الرأس Branta leucopsis        | -            | -                                  |      | ن            |                           |
| وزة مصرية Alopochen aegyptiacus        | -            | -                                  |      | شائع         |                           |
| بط أبو فروة Tadorna ferruginea         | -            | -                                  |      | شائع         |                           |
| شهرمان مألوف Tadorna tadorna           | -            | -                                  |      | شائع         | صورة ملتقطة في سبخة قربة. |
| صواي أوراسيا Mareca penelope           | -            | -                                  |      | شائع         |                           |
| بط سماري Mareca strepera               | -            | -                                  |      | شائع         |                           |
| حذف شتوي Anas crecca                   | -            | -                                  |      | شائع         |                           |
| بركة Anas platyrhynchos                | -            | -                                  |      | شائع         |                           |
| بلبول شمالي Anas acuta                 | -            | -                                  |      | شائع         |                           |
| شرشير صيفي Spatula querquedula         | -            | -                                  |      | شائع         |                           |
| أبو مجرفة شمالي Spatula clypeata       | -            | -                                  |      | شائع         |                           |
| شرشير مخطط Marmaronetta angustirostris | -            | -                                  |      | شائع         |                           |
| ونس Netta rufina                       | -            | -                                  |      | شائع         |                           |
| حمرواي Aythya ferina                   | -            | -                                  |      | نق           |                           |
| بطة حديدية Aythya nyroca               | -            | -                                  |      | شائع         |                           |
| زرقاي Aythya fuligula                  | -            | -                                  |      | شائع         |                           |
| بط إسكوبي Aythya marila                | -            | -                                  |      | شائع         |                           |
| بطة طويلة الذيل Clangula hyemalis      | -            | -                                  |      | ن            |                           |
| أسقطور شائع Melanitta nigra            | -            | -                                  |      | شائع         |                           |
| ذهبية العين الشائعة Bucephala clangula | -            | -                                  |      | شائع         |                           |
| بلقشة بيضاء Mergellus albellus         | -            | -                                  |      | شائع         |                           |
| بطة غواصة حمراء الصدر Mergus serrator  | -            | -                                  |      | شائع         |                           |
| بلقشة شائعة Mergus merganser           | -            | -                                  |      | شائع         |                           |
| بط أبيض الوجه Oxyura leucocephala      | -            | -                                  |      | شائع         |                           |

## العُقاب النساريَّة
الرُّتبة: الجوارح   الفصيلة: الپانديونيَّة
| التسمية الشائعة التسمية العلميَّة | الاسم المحلّي | النُويعة \ النُويعات التسمية العلميَّة | صورة | الوضع المحلّي | معلومات |
| ------------------------------- | ------------ | ---------------------------------- | ---- | ------------ | ------- |
| عقاب نساري Pandion haliaetus    | -            | -                                  |      | شائع         |         |

## مقالات ذات صلة
- الحياة البرية في تونس
- مناطق هامة لحفظ الطيور في تونس